# Очеретувате (Дубовиківська сільська громада)
Очеретува́те —  село в Україні, у Дубовиківській сільській громаді Синельниківського району Дніпропетровської області. Населення становить 54 особи. До 2017 року орган місцевого самоврядування — Добровільська сільська рада.

## Історія
12 червня 2020 року, відповідно до розпорядження Кабінету Міністрів України № 709-р від «Про визначення адміністративних центрів та затвердження територій територіальних громад Дніпропетровської області», увійшло до складу Дубовиківської сільської громади.
19 липня 2020 року, в результаті адміністративно-територіальної реформи та ліквідації Васильківського району, село увійшло до складу новоутвореного Синельниківського району.

## Географія
Село Очеретувате розташоване на півночі Синельниківського району в балці Очеретувата. На півдні межує з селом Добровілля. По селу протікає пересихаючий струмок з загатою.

## Населення

### Мова
Розподіл населення за рідною мовою за даними перепису 2001 року:
| Мова            | Кількість | Відсоток |
| --------------- | --------- | -------- |
| українська      | 49        | 90.74%   |
| російська       | 3         | 5.56%    |
| румунська       | 1         | 1.85%    |
| інші/не вказали | 1         | 1.85%    |
| Усього          | 54        | 100%     |